# Schapkina
Die Schapkina (russisch Ша́пкина) ist ein rechter Nebenfluss der Petschora im Autonomen Kreis der Nenzen und in der Republik Komi in Nordwestrussland.
Die Schapkina entspringt in der Bolschesemelskaja-Tundra im Autonomen Kreis der Nenzen. Der Fluss fließt überwiegend in westsüdwestlicher Richtung. Die Schapkina mündet schließlich bei Nowy Bor rechtsseitig in den Unterlauf der Petschora. Die Schapkina hat eine Länge von 499 km. Ihr Einzugsgebiet umfasst 6570 km². Ihr mittlerer Abfluss (MQ) 82 km oberhalb der Mündung beträgt 582 m³/s. Die Schapkina wird hauptsächlich von der Schneeschmelze gespeist. In den Monaten Mai und Juni führt die Schapkina Hochwasser.